# Brometo de manganês(II)
Brometo de manganês(II) é um composto inorgânico de fórmula química MnBr2.
Pode ser utilizado no lugar do paládio na reação Reação de Stille, que acopla dois átomos de carbono usando um composto de organo-estanho.